# 克莱尔·伍兹
克莱尔·伍兹（英語：Claire Woods，1981年7月6日—），澳大利亚女子田径运动员。她曾代表澳大利亚参加2010年和2018年英联邦运动会田径比赛，其中2010年英联邦运动会获得一枚银牌。